# Quinine
Quinine – trzeci studyjny album amerykańskiego rapera Nine’a wydany 8 kwietnia 2009 roku nakładem wytwórni Smoke On Records. Album został wydany trzynaście lat po ukazaniu się poprzedniego wydawnictwa rapera Cloud 9 i został wyprodukowany przez podziemnych producentów takich jak Hiram Abiff, Hushh Productions, Mike Loc oraz Nance Nickles.

## Lista utworów
| Nr  | Tytuł utworu                | Producent         | Długość |
| --- | --------------------------- | ----------------- | ------- |
| 1.  | „What’s Done Is Done”       | Mike Loc          | 3:06    |
| 2.  | „Bionic”                    | Hushh Productions | 3:52    |
| 3.  | „Furious”                   | Hiram Abiff       | 3:01    |
| 4.  | „Hip Hop”                   | Hiram Abiff       | 4:04    |
| 5.  | „Gimme My Money”            | Hiram Abiff       | 3:24    |
| 6.  | „Red Light Green Light”     | Hiram Abiff       | 4:08    |
| 7.  | „Shotgun”                   | Nance Nickels     | 2:39    |
| 8.  | „Homicide” (gośc. Vendetta) | Hiram Abiff       | 4:00    |
| 9.  | „Yes”                       | Hushh Productions | 3:30    |
| 10. | „Glock 9”                   | Hiram Abiff       | 3:14    |
| 11. | „Quinine”                   | Hushh Productions | 3:29    |
| 12. | „Push”                      | Hushh Productions | 3:08    |
| 13. | „He Got A Problem”          | Hushh Productions | 3:52    |
| 14. | „U Don’t Want That”         | Hushh Productions | 3:35    |
|     |                             |                   | 49:02   |

Sample
- W utworze „What’s Done Is Done” wykorzystano sampel z utworu „I Believe in Miracles” w wykonaniu Deniece’a Williamsa.
- W utworze „Bionic” zainterpolowano fragment utworu „King of Rock” w wykonaniu grupy Run-D.M.C.
- W utworze „Gimme My Money” wykorzystano sampel z utworu „Friends and Enemies” w wykonaniu Johna Williamsa.
- W utworze „Quinine” wykorzystano sampel z utworu „Ready or Not Here I Come (Can’t Hide From Love)” w wykonaniu The Delfonics.
- W utworze „Push” wykorzystano sample z utworu „Goin' Out West” w wykonaniu Toma Waitsa